# Grosser Preis des Kantons Aargau 2021
Il Grosser Preis des Kantons Aargau 2021, cinquantasettesima edizione della corsa, valevole come evento dell'UCI Europe Tour 2021 categoria 1.1, si è svolto il 4 giugno 2021 su un percorso di 172 km, con partenza e arrivo a Leuggern, in Svizzera. La vittoria è stata appannaggio dell'olandese Ide Schelling, che ha completato il percorso in 4h 05' 45" alla media di 41,994 km/h precedendo il portoghese Rui Costa e il colombiano Esteban Chaves.
Al traguardo di Leuggern 115 ciclisti, dei 147 alla partenza, hanno portato a termine la competizione.

## Squadre e corridori partecipanti
| N.      | Cod. | Squadra                  |
| ------- | ---- | ------------------------ |
| 1-7     | UAD  | UAE Team Emirates        |
| 11-17   | BOH  | Bora-Hansgrohe           |
| 21-27   | IWG  | Intermarché-Wanty-Gobert |
| 31-37   |      |                          |
| 41-47   | BEX  | Team BikeExchange        |
| 51-57   | TQA  | Team Qhubeka Assos       |
| 61-67   |      |                          |
| 71-77   | ACT  | AG2R Citroën Team        |
| 81-87   | BCF  | Bardiani-CSF-Faizanè     |
| 91-97   | GAZ  | Gazprom-RusVelo          |
| 101-107 | SVB  | Sport Vlaanderen-Baloise |
| 111-117 | ARK  | Team Arkéa-Samsic        |

| N.      | Cod. | Squadra                       |
| ------- | ---- | ----------------------------- |
| 121-127 | TDE  | Total Direct Énergie          |
| 131-137 | THR  | Vini Zabù                     |
| 141-147 | BWB  | Bingoal Pauwels Sauces WB     |
| 151-157 | CHE  | Svizzera                      |
| 161-167 | VBG  | Team Vorarlberg               |
| 171-177 | MGK  | MG.K Vis VPM                  |
| 181-187 | AMO  | Amore & Vita                  |
| 191-197 | NIP  | Team NIPPO-Provence-PTS Conti |
| 201-207 | SRA  | Swiss Racing Academy          |
| 211-217 | XSU  | XSpeed United Continentalr    |
| 221-227 | MVC  | Massi Vivo-Conecta            |
| 231-237 | LPC  | Leopard Pro Cycling           |

## Ordine d'arrivo (Top 10)
| Pos. | Corridore        | Squadra      | Tempo    |
| ---- | ---------------- | ------------ | -------- |
| 1    | Ide Schelling    | Bora         | 4h05'45" |
| 2    | Rui Costa        | UAE          | s.t.     |
| 3    | Esteban Chaves   | BikeExchange | s.t.     |
| 4    | Giacomo Nizzolo  | Qhubeka      | a 15"    |
| 5    | Pascal Ackermann | Bora         | s.t.     |
| 6    | Michael Matthews | BikeExchange | s.t.     |
| 7    | Marco Tizza      | Amore & Vita | s.t.     |
| 8    | Andrea Pasqualon | Intermarché  | s.t.     |
| 9    | Gijs Van Hoecke  | AG2R         | s.t.     |
| 10   | Julien Simon     | Total        | s.t.     |